# بمنة (قرية)
قرية بمنة قرية سورية تابعة لمحافظة طرطوس وتقع في سلسلة جبال الساحل السوري - جبال العلويين وتبعد 18 كم عن مدينة دريكيش تمتاز بطبيعتها الخلابة وينابيعها المعدنية حيث تقع على سفح جبل النبي متى وترتفع عن سطح البحر 750 متر وهي غنية بمكتشفاتها الأثرية. وآثار ومدافن تعود للفترة البيزنطية عبارة عن مغاور ومدافن منحوتة بالصخر
تشكل قرية بمنة اتحاد عدة مزارع العقيبة- بعلية- بنمرة -بيت الوادي - النبي متى
.